# Tusitala hirsuta
Tusitala hirsuta là một loài nhện trong họ Salticidae.
Loài này thuộc chi Tusitala. Tusitala hirsuta được Elizabeth Maria Gifford Peckham & George William Peckham miêu tả năm 1902.